# Canedo (Santa Maria da Feira)
Canedo é uma vila portuguesa que foi sede da extinta Freguesia de Canedo do Município de Santa Maria da Feira, freguesia que tinha 27,81 km² de área e 6 044 habitantes (2011), e, assim, uma densidade populacional de 217,3 hab/km².
A Freguesia de Canedo foi extinta, pela reorganização administrativa de 2012/2013, tendo sido agregada às Freguesias de Vale e de Vila Maior para criar a nova União das Freguesias de Canedo, Vale e Vila Maior.
A povoação de Canedo foi elevada à categoria de vila em 1997.

## Toponímia
De acordo com o linguista português José Pedro Machado, o topónimo «Canedo» provém do étimo do baixo-latim cannetus, que por seu turno significa «canavial».

## História da Vila
A vila de Canedo tem as suas origens em tempos muito remotos. Engloba hoje o que outrora foram três freguesias: Várzea, existente já em 897, com uma igreja no mesmo local onde agora está a capela de S. Paio; a da Mota e a de Canedo.
Dentro do seu perímetro, houve antigamente dois mosteiros beneditinos: um de monjas no lugar de Mosteirô, então pertencente à Freguesia de Várzea, fundado em 897, e outro de monges no lugar de Mosteiro, fundado em 950.
A Igreja matriz da freguesia situa-se no lugar do Mosteiro assim chamado por ter existido um Mosteiro de Freiras Beneditinas. Este Mosteiro já existia no princípio da monarquia e a sua fundação é atribuída a D. Telo Guterres pelo ano de 950. D. Dinis doou-o solenemente em 1304 a D. Geraldo, bispo do Porto, com a obrigação de ele e seus sucessores cantarem uma missa diária, em honra de Deus e Maria Santíssima, assim como pela alma de seu pai, pela sua e pela de seus antecedentes e sucessores. Três anos depois o bispo transferiu a doação para o Cabido da Sé. Em 1312 foi anexado ao deáddo Porto para mais fácil administração. Assim se conservou até 1336, ano em que o deão Domingos Martins recusou o padroado do convento, reduzido então a três religiosas. Como resultado desta recusa, o Mosteiro foi reduzido à reitoria secular, indo as religiosas para o convento do Porto. O Mosteiro e a cerca foram vendidos no tempo dos Filipes. Houve um hospício com a sua pequena cerca, que ficava junto à porta principal da Igreja Matriz, que ficou a ser a residência do Reitor. Ainda existe o edifício do Mosteiro (menos a igreja) transformado em casa particular conservando o nome de "CASA DO MOSTEIRÔ".
É conveniente notar que em Canedo há MOSTEIRO e MOSTEIRÔ, aquele junto à Matriz e este próximo do rio Douro. Em cada uma destas aldeias havia um Convento de Freiras Beneditinas e ambos foram depois incorporados nos da mesma Ordem, no Porto. Pensa-se que o de Mosteirô ainda era mais antigo que o do Mosteiro. Do de Mosteirô não há vestígios nem tradições, mas é certa a sua existência, pois consta de documentos antiquíssimos.
Esta freguesia é populosa, muito extensa e acidentada.
Canedo teve foral próprio concedido em 1 de Junho de 1212, por D. Afonso II, aí se dá o nome de "Vila". Vila no sentido de sede de Município? Pinho Leal supõe que era um verdadeiro concelho, dado que o foral de D. Manuel, em 1514 não menciona o nome de Canedo entre as freguesias da Feira, o que para o historiador significa que Canedo era um concelho à parte. É inexistente referência histórica às causas de Canedo ter passado a ser uma freguesia do concelho da Feira.
No lugar de Rebordelo, desta freguesia, há a histórica mesa de pedra à volta da qual se reuniam os representantes dos concelhos da Feira, Castelo de Paiva, Arouca e Gondomar para estabelecerem os respectivos limites.
Na entrada principal do cemitério da freguesia existe uma placa onde se pode ler "TRIBUTO DE GRATIDÃO DA JUNTA DE CANEDO PRESTADA AOS BENFEITORES ABADE AGOSTINHO JOSÉ PAIS MOREIRA E AUGUSTO BARBOSA PINTO PELO MUITO QUE CONCORRERAM PARA A CONSTRUÇÃO DO CEMITÉRIO PAROQUIAL, construído em 1901".
Houve casas muito importantes como a CASA DE FAGILDE, a CASA DO MOSTEIRO, a CASA DE VALCOVA, a CASA DE LOUSADO e a CASA DA BOTICA.
Esta última pertenceu ao farmacêutico Manuel José Pais Moreira e D. Emília da Silva Tavares (deste casamento resultaram os seguintes filhos: padre José Augusto Pais Moreira, padre Agostinho José Pais Moreira, farmacêutico Vitorino Pais Moreira e Dra. Maria Pais Moreira). A Dra. Pais Moreira foi uma das primeiras alunas, se não a primeira, a matricular-se na Escola Médico-Cirúrgica do Porto. Em 1892, a Dra. Pais Moreira defendeu tese, tendo como tema a higiene da gravidez e do parto. Foi médica da senhora D. Amélia, Rainha de Portugal. Embora não haja provas, crê-se que a Dra. Pais Moreira tenha prescindido dos seus honorários, devido a trabalhos prestados, dando-se por satisfeita com a honra de os ter feito e, então a senhora D. Amélia, numa atitude de gratidão e generosidade, ofereceu-lhe um relógio de peito em ouro, relógio muito em uso no final do século XIX. Este relógio é ainda conservado religiosamente pela família Pais Moreira.
A Dra. Pais Moreira passou toda a sua vida profissional na cidade do Porto e no final da mesma regressou às origens, à freguesia de Canedo, onde instituiu um "Salão Cultural" que arremedava o Salão Literário de Maria Amália Vaz de Carvalho em Lisboa por onde passavam as sumidades literárias e políticas do tempo. No Salão de Canedo jogava-se uma partidinha de sueca e discutia-se política; entre outros, era frequentador do referido salão, o ex-pároco de Canedo, padre David Coelho, natural de Arada.
A Casa da Botica pertenceu depois a D. Emília Pais Moreira, casada com Alexandre de Figueiredo, pais do médico Alexandre Manuel Pais Moreira de Figueiredo que, em Canedo e freguesias vizinhas, exerceu clínica e faleceu em 1988.

## População
| Número de habitantes residentes | Número de habitantes residentes | Número de habitantes residentes | Número de habitantes residentes | Número de habitantes residentes | Número de habitantes residentes | Número de habitantes residentes | Número de habitantes residentes | Número de habitantes residentes | Número de habitantes residentes | Número de habitantes residentes | Número de habitantes residentes | Número de habitantes residentes | Número de habitantes residentes | Número de habitantes residentes |
| ------------------------------- | ------------------------------- | ------------------------------- | ------------------------------- | ------------------------------- | ------------------------------- | ------------------------------- | ------------------------------- | ------------------------------- | ------------------------------- | ------------------------------- | ------------------------------- | ------------------------------- | ------------------------------- | ------------------------------- |
| 1864                            | 1878                            | 1890                            | 1900                            | 1911                            | 1920                            | 1930                            | 1940                            | 1950                            | 1960                            | 1970                            | 1981                            | 1991                            | 2001                            | 2011                            |
| 2 311                           | 2 347                           | 2 501                           | 2 594                           | 2 806                           | 2 964                           | 3 245                           | 3 578                           | 4 028                           | 4 225                           | 3 921                           | 4 499                           | 4 874                           | 5 782                           | 6 044                           |

| Distribuição da População por Grupos etários | Distribuição da População por Grupos etários | Distribuição da População por Grupos etários | Distribuição da População por Grupos etários | Distribuição da População por Grupos etários | Distribuição da População por Grupos etários | Distribuição da População por Grupos etários | Distribuição da População por Grupos etários | Distribuição da População por Grupos etários | Distribuição da População por Grupos etários |
| -------------------------------------------- | -------------------------------------------- | -------------------------------------------- | -------------------------------------------- | -------------------------------------------- | -------------------------------------------- | -------------------------------------------- | -------------------------------------------- | -------------------------------------------- | -------------------------------------------- |
| Ano                                          | 0-14 Anos                                    | 15-24 Anos                                   | 25-64 Anos                                   | > 65 Anos                                    |                                              | 0-14 Anos                                    | 15-24 Anos                                   | 25-64 Anos                                   | > 65 Anos                                    |
| 2001                                         | 1085                                         | 957                                          | 3057                                         | 683                                          |                                              | 18,8%                                        | 16,6%                                        | 52,9%                                        | 11,8%                                        |
| 2011                                         | 1108                                         | 706                                          | 3495                                         | 735                                          |                                              | 18,3%                                        | 11,7%                                        | 57,8%                                        | 12,2%                                        |

## Curiosidade
O Jornal de Notícias publicou, na página 25, da sua edição de 4 de Novembro de 2003, o seguinte pequeno texto:
Maria Leite da Silva Tavares Paes Moreira, de Canedo, Santa Maria da Feira, foi a primeira aluna a inscrever-se na Academia Politécnica do Porto em 1884. Tinha dezessete anos e era a única mulher entre os 206 matriculados. Mas o seu nome não consta da lista alfabética. O tipógrafo não acreditou tratar-se de uma mulher e escreveu Mário…em vez de Maria".

## Património histórico
Não existe um património histórico valioso em Canedo, no entanto há a referir o porto fluvial de Carvoeiro que foi o maior entreposto comercial do Concelho, tanto no século XIX, como no começo do século XX. Situado na margem esquerda do rio Douro. Recebia as mercadorias que tanto vinham do sul, principalmente o sal, como do interior nomeadamente o carvão das minas do Pejão. Era também local de trânsito de passageiros que utilizavam a via fluvial, como local de paragem para os barcos rabelos do transporte do vinho do Porto. As águas da albufeira da barragem Crestuma-Lever submergiram este porto.
Outra referência é a igreja paroquial datada do século XVII com alguma talha dourada e três altares em estilo renascença. Existe no frontispício da torre uma estátua de S. Pedro com algum valor artístico datada do século XV.
Há ainda a referir que a primeira mulher a formar-se em Medicina no Porto era de Canedo - Dra. Maria Pais Moreira.